# Beechcraft XT-36
Beechcraft XT-36 (định danh công ty Model 46) là một loại máy bay vận tải/huấn luyện quân sự của Hoa Kỳ đầu thập niên 1950. Do thay đổi về yêu cầu, dự án này đã bị hủy bỏ trước khi được chế tạo.

## Biến thể
XT-36A
CL-15

## Tính năng kỹ chiến thuật (ước lượng)
Dữ liệu lấy từ The Beechcraft T-36
Đặc tính tổng quát
- Kíp lái: 2 - 4
- Sức chứa: 12 hành khách
- Sải cánh: 70 ft (21 m)
- Trọng lượng có tải: 25.000 lb (11.340 kg)
- Động cơ: 2 × Pratt & Whitney R-2800 , 2.300 hp (1.700 kW)  mỗi chiếc

Hiệu suất bay
- Vận tốc cực đại: 350 mph (563 km/h; 304 kn)
- Vận tốc hành trình: 300 mph (261 kn; 483 km/h)
- Tầm bay: 650 mi (565 nmi; 1.046 km)
- Trần bay: 34.000 ft (10.363 m)